# Свети Евтимий Солунски (Солун)
„Свети Евтимий Солунски“ (на гръцки: Αγίου Ευθυμίου) е средновековен параклис, разположен до „Свети Димитър“, най-голямата църква в град Солун, Гърция. Църквата с архитектурата си и стенописите си е прекрасен образец на така наречения Палеологов ренесанс.

## История
Църквата е изградена в края на XII век. В архитектурно отношение е трикорабна базилика с издигнат среден кораб, залепена на запад в южната част на източната стена на „Свети Димитър“. Надпис по продължението на северната стена информира, че ктитори на храма са първомайстор Михаил и съпругата му, която е от рода Комнини. Живописта е от 1302/1303 година. Автор на стенописите е Мануил Панселин, който е автор и на стенописите в „Успение Богородично“ в Карея.